# Suchy Połeć (skała)
Suchy Połeć – grupa skał we wsi Podzamcze w województwie śląskim, w powiecie zawierciańskim, w gminie Ogrodzieniec, na Wyżynie Częstochowskiej będącej częścią Wyżyny Krakowsko-Częstochowskiej.
Skały znajdują się w lesie na wzgórzu o tej samej nazwie. Zbudowane są z twardych wapieni skalistych, mają ściany połogie, pionowe lub przewieszone o wysokości od 9 do 25 m. Są w nich filary, kominy i zacięcia. Uprawiana jest na nich wspinaczka skalna.

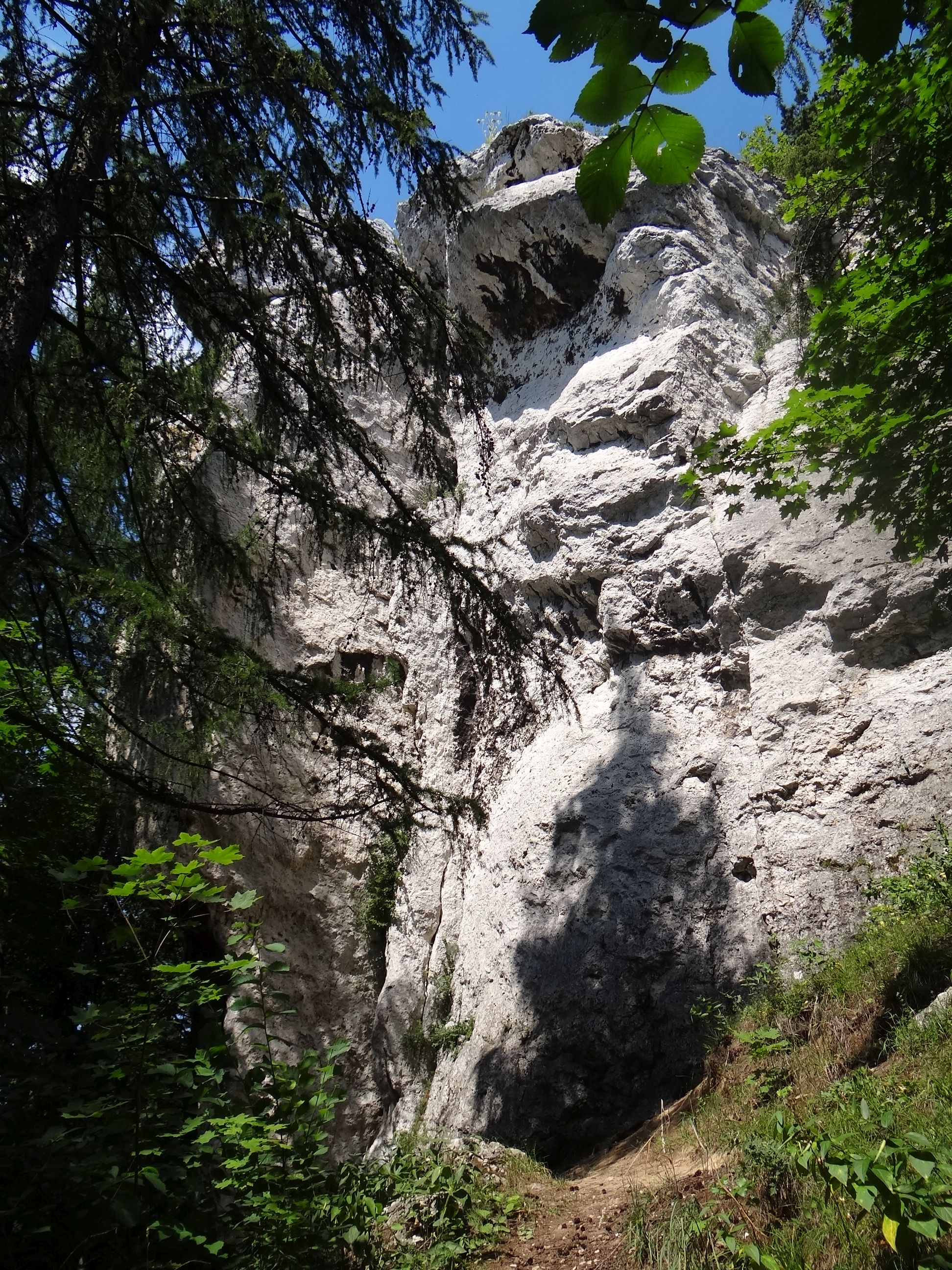
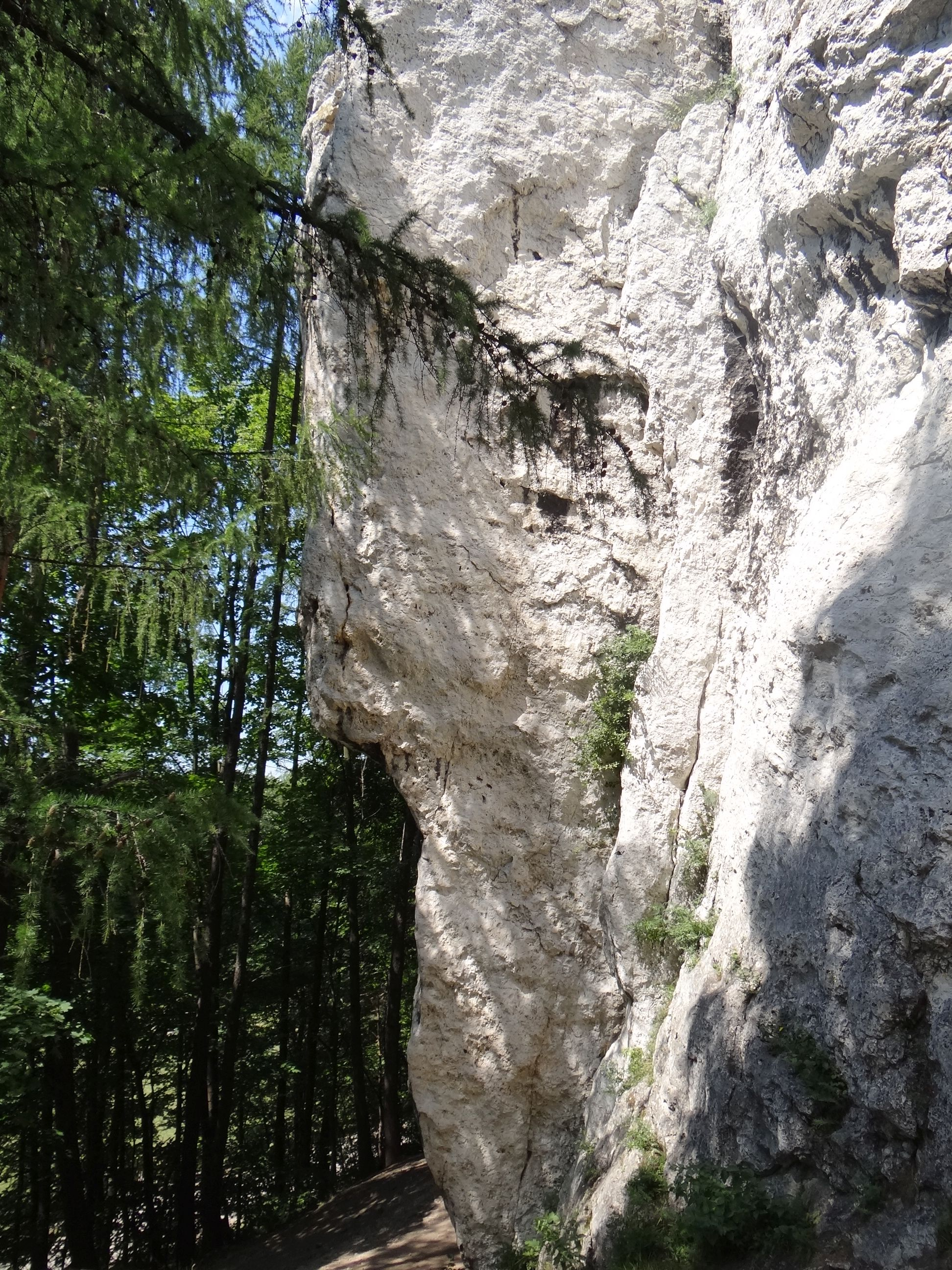
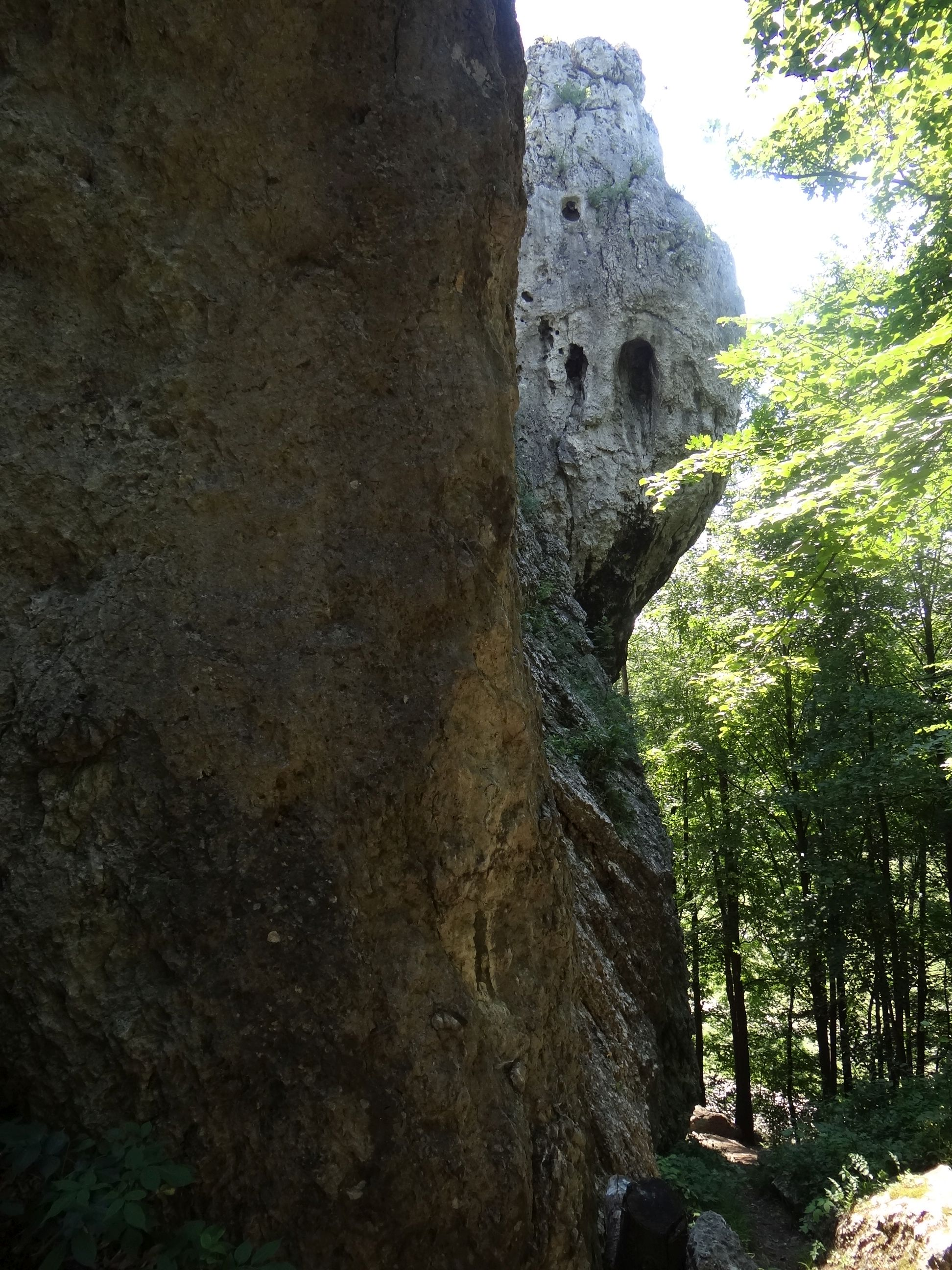
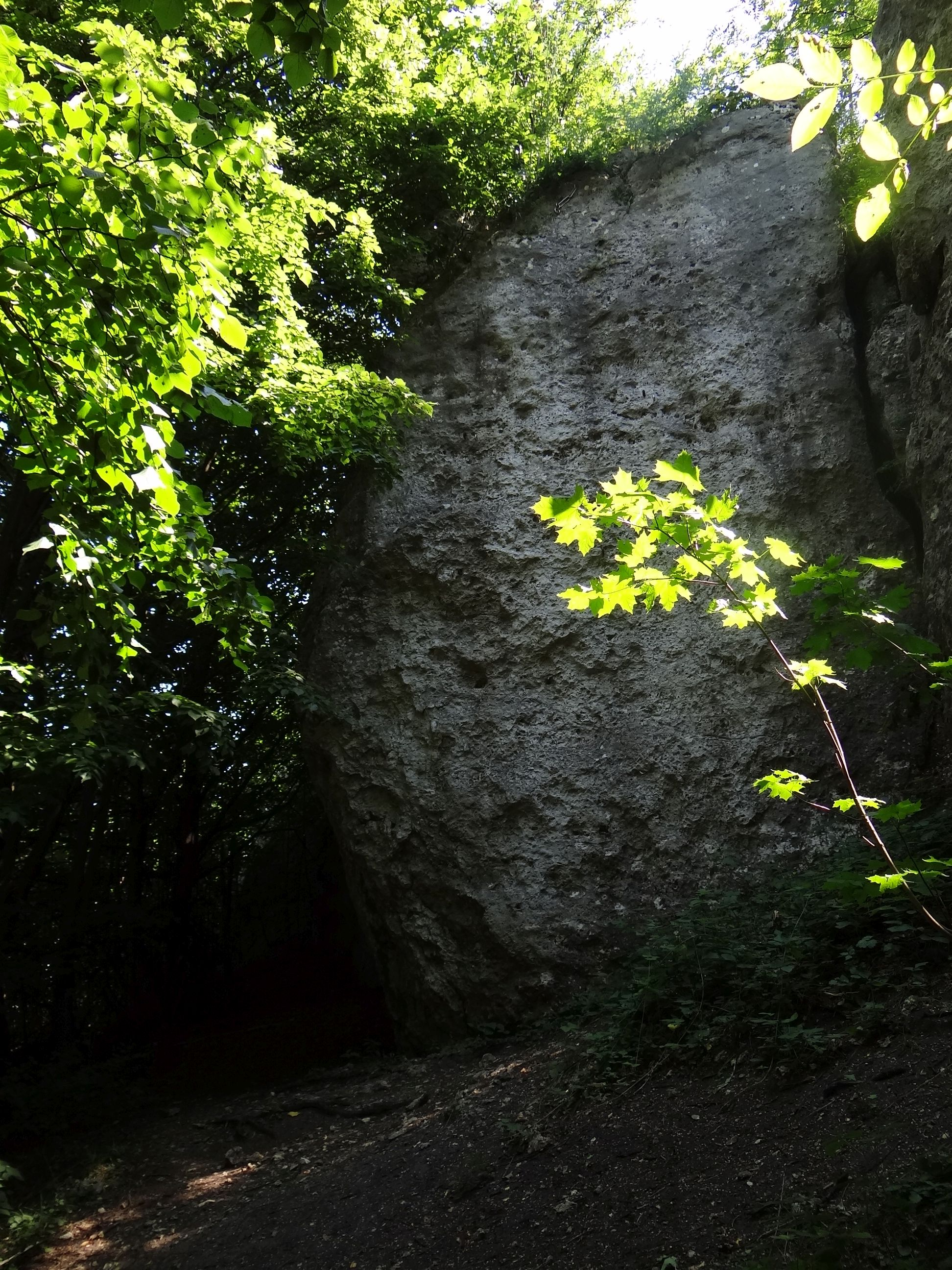
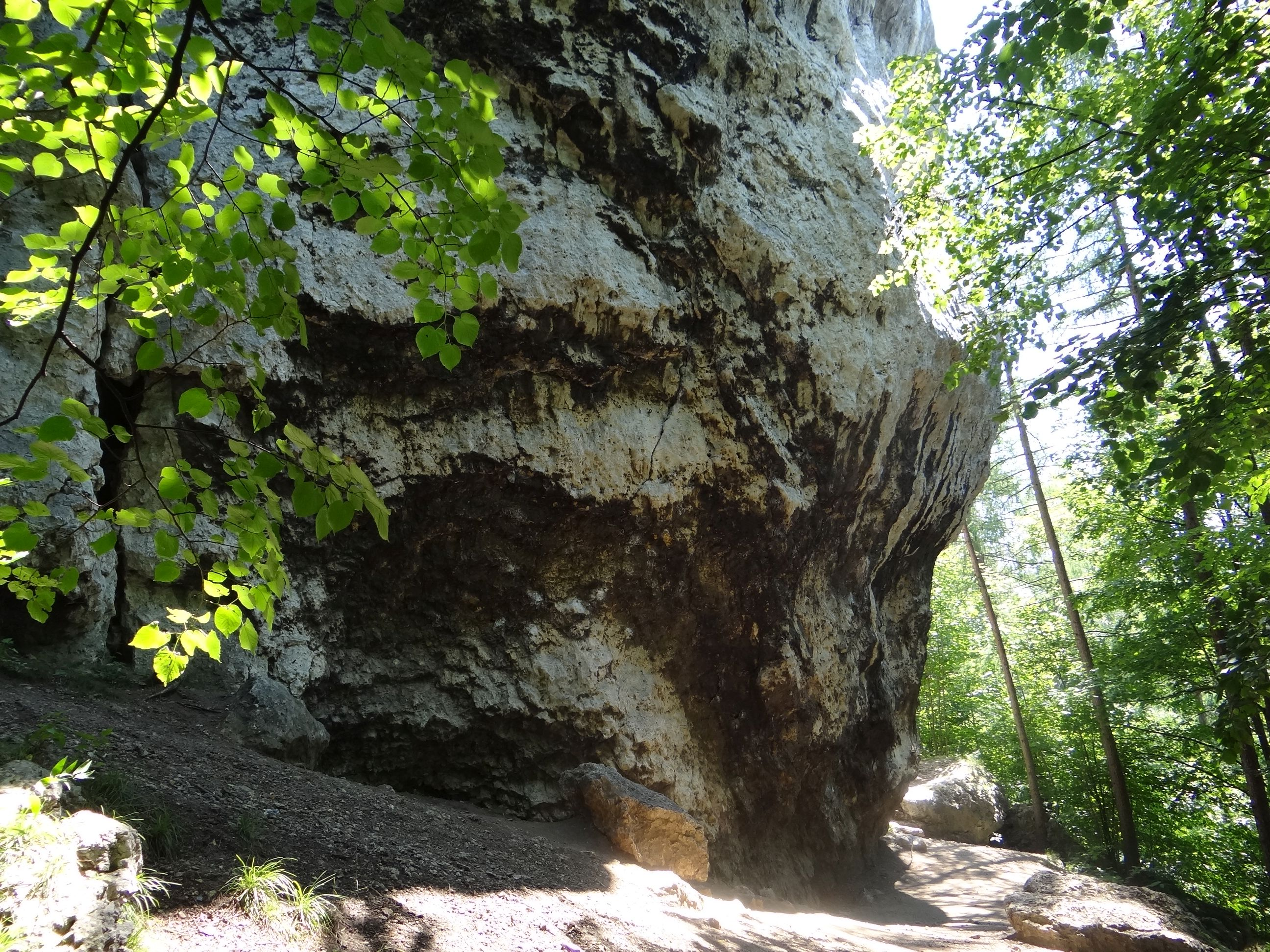

## Drogi wspinaczkowe
Pierwsze drogi wspinaczkowe poprowadzono na Gołębniku już w latach 70. XX wieku. W 2021 r. jest już 29 dróg o trudności od V+ do VI.6+ w skali Kurtyki oraz dwa projekty. Ściany o wystawie zachodniej, północno-zachodniej, północnej i zachodniej. Niemal wszystkie drogi mają zamontowane stałe punkty asekuracyjne: ringi (r) i stanowisko zjazdowe (st) lub dwa ringi zjazdowe (drz).

Suchy Połeć I
1. Krótki impuls siły; 2r + ST VI.2+/3, 9 m
2. Tresura jeży; 2r + st, VI.3, 9 m
3. Nieprzekraczalna granica dowcipu; 2r + ST VI, 10 m

Suchy Połeć II
1. Projekt; ST, 11 m
2. Lobotomia; 3r + st, VI.1, 11 m
3. Rzeźnik drzew; 5r + st, VI.1, 12 m
4. Pan wilków; 5r + st, VI.1+, 12 m

Suchy Połeć III
1. Czerwona gorączka; 12r + drz, VI.2, 22 m
2. Onyks; 8r + st, VI.5+, 21 m
3. Modrzewiowe loty; 8r + st, VI.2+, 22 m

Suchy Połeć IV
1. Modrzewiowe loty; 8r + st, VI.2+, 22 m
2. Muppet Show; 8r + st, VI.3, 22 m
3. Driller killer; 8r + st, VI.3, 22 m
4. Kermit żaba; 8r + st, VI.3+, 22 m
5. Świnie w kosmosie; 8r + st, VI.5, 22 m
6. Brutalny trucht; 9r + st, VI.5, 22 m
7. Loża szyderców; 8r + st, VI.4+/5, 22 m
8. Soczysty sprint; 7r + st, VI.6+, 22 m
9. Supernova; 10r + st, VI.4+ 22 m
10. Suchy kafar; 4r, VI.5+, 20 m
11. Projekt;
12. Obadi obada; 7r + st, VI.3+, 22 m
13. Kafar ponury; 4r + 2h + st, VI.4 22 m

Suchy Połeć V
1. Obadi obada; 7r + st, VI.3+, 22 m
2. Zimna fuzja; 8r + st, VI.4, 22 m
3. Salami vice; 7r + st, VI.5, 22 m
4. Origami; 7r + ST VI.5, 22 m
5. Komin Matki Boskiej V+, 22 m
6. Jesienne ostatki; 6r + st, VI.3+/4, 21 m
7. Bój z hakami; 5r + st, VI.2, 21 m
8. Podpucha; 4r + st, VI.1+, 20 m[3].

Suchy Połeć cieszy się dużą popularnością wśród wspinaczy.